# Морская полиция: Новый Орлеан (5-й сезон)
Пятый сезон американской полицейской драмы «Морская полиция: Новый Орлеан» премьера которого состоялась на телеканале CBS 25 сентября 2018 года, заключительный эпизод сезона вышел 14 мая 2019 года. Сезон состоит из двадцати четырех эпизодов. В сезоне состоялся выход сотого эпизода телесериала.

## Сюжет
История работы службы криминальных расследований ВМС в Новом Орлеане, городе, который является магнитом для военнослужащих в отпуске, желающих как следует поразвлечься.

## В ролях

### Основной состав
- Скотт Бакула — Дуэйн Кассий «Король» Прайд, старший спецагент, руководитель подразделения.
- Лукас Блэк — Кристофер «Крис» ЛаСалль, старший спецагент.
- Ванесса Ферлито — Тэмми Грегорио, специальный агент Морской полиции и бывший агент ФБР.
- Роб Керкович — Себастьян Лунд, судмедэксперт.
- Си Си Эйч Паундер — доктор Лоретта Уэйд, медэксперт-патологоанатом.
- Некар Задеган — Ханна Кури, служба безопасности морской пехоты и руководитель группы.
- Дэрил Митчелл — Паттон Плам, специалист по компьютерам.

## Эпизоды
| № общий | № в сезоне | Название                                          | Режиссёр   | Автор сценария | Дата премьеры    | Зрители в США (млн) |
| ------- | ---------- | ------------------------------------------------- | ---------- | -------------- | ---------------- | ------------------- |
| 96      | 1          | «До скорой встречи» «See You Soon»                | Неизвестно | Неизвестно     | 25 сентября 2018 | 8.97                |
| 97      | 2          | «Наизнанку» «Inside Out»                          | Неизвестно | Неизвестно     | 2 октября 2018   | 7.84                |
| 98      | 3          | «Дипломатический иммунитет» «Diplomatic Immunity» | Неизвестно | Неизвестно     | 9 октября 2018   | 7.91                |
| 99      | 4          | «Наследие» «Legacy»                               | Неизвестно | Неизвестно     | 16 октября 2018  | 7.20                |
| 100     | 5          | «В крови» «In the Blood»                          | Неизвестно | Неизвестно     | 23 октября 2018  | 7.12                |

## Производство

### Разработка
18 апреля 2018 года телеканал CBS объявил о продление телесериала на пятый сезон.